# D.O.A. (filme de 1949)
D.O.A. é um filme estadunidense, de 1949, em preto e branco, dos gêneros drama, noir, suspense e policial, dirigido por George Marshall, roteirizado por Samuel A. Peeples e William Bowers, música de Randy Sparks.

## Sinopse
Um contador descobre ter sido mortalmente envenenado por um veneno de ação lenta. Com o tempo que lhe resta tenta descobrir quem e por que o assassinaram.

## Elenco
|  | Edmond O'Brien como Frank Bigelow   |  | Pamela Britton como Paula Gibson  |
|  | Luther Adler como Majak             |  | Lynn Baggett como Senhora Philips |
|  | William Ching como Halliday         |  | Henry Hart como Stanley Philips   |
|  | Beverly Garland como Senhora Foster |  | Neville Brand como Chester        |
|  | Laurette Luez como Marla Rakubian   |  | Virginia Lee como Jeannie         |

Outros
- Jess Kirkpatrick ....... Sam
- Cay Forrester ....... Sue
- Frank Jaquet .......  Dr. Matson (como Fred Jaquet)
- Lawrence Dobkin ....... Dr. Schaefer (como Larry Dobkin)
- Frank Gerstle ....... Dr. MacDonald
- Carol Hughes ....... Kitty